# 西遊記 (1982年のテレビドラマ)
西遊記（さいゆうき）は、『西遊記』を題材とした1982年中国のテレビドラマ。主演は六小齢童。

## 登場人物

### 第一話
- 孫悟空 - 六小齢童
- 白毛猿 - 馬徳華
- 馬猿 - 項漢
- 玉皇上帝 - 章玉善
- 千里眼 - 閻懐礼
- 順風耳 - 項漢
- 須菩提 - 関雲階
- 童子 - 白春香

### 第二話
- 混世魔王 - 林志謙
- 牛魔王 - 閻懐礼、王夫棠
- 独角鬼王 - 韓善続
- 東海龍王 - 李西京
- 閻魔 - 劉江
- 太白金星 - 王忠信
- 巨霊神 - 銭永康
- 天蓬元帥 - 馬徳華
- 武曲星君 - 王志善
- 托塔天王 - 王玉立

### 第三話
- 哪吒 - 艾金梅
- 福星 - 安雲武
- 禄星 - 李潤生
- 寿星 - 楊玉章
- 赤脚大仙 - 靳根戌
- 霊吉菩薩 - 郭威、任鳳坡
- 文殊菩薩 - 趙権、葉以萌、靳根戌
- 普賢菩薩 - 遲兆朋
- 西王母 - 万馥香
- 仙鶴 - 張京棣
- 太上老君 - 鄭榕、閻懐礼
- 鎮元子 - 呉桂苓
- 増長天 - 李建成
- 多聞天 - 項漢
- 広目天 - 林志謙
- 観世音菩薩 - 左大玢
- 顕聖二郎真君 - 林志謙

### 第四話
- 摩訶迦葉 - 李建成
- 阿難陀 - 項漢
- 釈迦如来 - 朱龍広
- 三蔵法師 - 徐少華、汪粤、遲重瑞
- 三蔵法師の母 - 馬蘭
- 唐王 - 張志明

### 第五話
- 老人 - 韓善続
- 男の子 - 何義
- 玉龍 - 王伯昭
- 九頭虫 - 李龍斌、于偉傑

### 第六話
- 金池長老 - 程之
- 広智 - 李永貴
- 黒熊怪 - 項漢

### 第七話
- 高太公 - 孔芮
- 高才 - 項漢
- 翠蘭 - 魏慧麗
- 猪八戒 - 馬徳華

### 第八話
- 黄風怪 - 郭家慶
- 沙悟浄 - 閻懐礼
- 驪山老母 - 孫鳳琴
- 真真 - 沈慧芬
- 愛愛 - 楊鳳一
- 憐憐 - 何晴

### 第九話
- 明月 - 王羊
- 清風 - 蔡林

### 第十話
- 白骨夫人 - 楊春霞
- 村娘 - 楊俊
- 老婦人 - 劉恵敏
- 老人 - 黄斐

### 第十一話
- 黄袍怪 - 任鳳坡
- 百花姫 - 劉浜
- 宝象王 - 顧嵐

### 第十二話
- 金角大王 - 車暁彤
- 銀角大王 - 郭寿陽
- 九尾の狐 - 六小齢童

### 第十三話
- 烏鶏王 - 雷鳴
- 道士 - 董洪林
- 王妃 - 向梅
- 王子 - 汪海寧
- 井戸龍王 - 遲重瑞

### 第十四話
- 紅孩児 - 趙欣培

### 第十五話
- 車遅王 - 趙玉秀
- 虎力大仙 - 劉勤
- 羊力大仙 - 蔡渝歌
- 鹿力大仙 - 曽革

### 第十六話
- 琵琶女 - 李雲鵑
- 西梁女王 - 朱琳
- 太師 - 楊桂香
- 如意真仙 - 王徳林
- 昴日星官 - 徐冠春

### 第十七話
- 鉄扇公主 - 王鳳霞
- 玉面公主 - 鄭益萍

### 第十八話
- 祭賽王 - 金剛
- 奔波児灞 - 高保仲
- 灞波児奔 - 李建成
- 万聖龍王 - 趙保才
- 龍女 - 張青

### 第十九話
- 杏仙 - 王苓華
- 十八公 - 野氷
- 払雲叟 - 李鉄峯
- 孤直公 - 曹鐸
- 赤身鬼 - 李金水
- 凌空子 - 葉以萌
- 黄眉大王 - 曹鐸
- 弥勒菩薩 - 鉄牛

### 第二十話
- 朱紫王 - 龔鳴
- 金聖妃 - 詹萍萍
- 賽太歳 - 王仁
- 紫陽真人 - 韓韜

### 第二十一話
- クモ女 - 姚嘉、劉倩、杜向恵、楊粛、阿芝詩瑪、呂海玉、劉琳
- 多目怪 - 李鴻昌
- 老婦人 - 李恩琪
- 毘藍婆 - 楊琪敏

### 第二十二話
- 僧侶 - 呉棠、王捷、李志雄
- 地湧夫人 - 常青
- 少女 - 于雪梅、姜秀華

### 第二十三話
- 女将 - 曲英蓮
- 欽法/玉華王 - 尼格木図
- 欽法/玉華王后 - 楊玉敏
- 王子 - 張楊、葉以萌、楊斌
- 黄獅精 - 項漢
- 九霊元聖 - 李建成

### 第二十四話
- 天竺王 - 王瞳
- 天竺の公主 - 李玲玉
- 太陰星君 - 邱佩寧

### 第二十五話
- 金頂大仙 - 王希鐘

### 第二部
- 猪八戒 - 崔景富
- 沙悟浄 - 劉大剛
- 霊感大王 - 王立敏
- 老婦人 - 張学勤
- 玉皇上帝 - 王衛国
- かささぎ - 朱丹
- 孔雀公主 - 金巧巧
- 青獅 - 賈石頭
- 黄牙白象 - 王衛国
- 大鵬金翅鳥 - 郭軍
- 鼉龍 - 安亜平
- 西海龍王 - 遲国棟
- 袁守誠 - 周正
- 涇河龍王 - 李洪濤
- 摩昂太子 - 曹栄
- 独角兕大王 - 李洪濤
- 郡侯 - 譚非翎
- 南山大王 - 武志勇
- 比丘王 - 王鷹
- 美后 - 虞夢
- 道士 - 仇永力
- 寇員外 - 蔡広慶
- 執事 - 陳健
- 辟寒大王 - 陳大中
- 辟暑大王 - 趙毅
- 辟塵大王 - 蔡渝歌

| スタブアイコン | サブスタブ | この項目は、まだ閲覧者の調べものの参照としては役立たない、テレビ番組に関連した書きかけの項目です。この項目を加筆・訂正などしてくださる協力者を求めています（P:テレビ/PJ:放送または配信の番組）。 |